# Strong Ale
Strong Ale (auch Old Ale, Stock Ale und Winter Warmer genannt) ist eine Version des Pale Ale und ein obergärige Starkbier. Der durchschnittliche Alkoholgehalt der Biere reicht von 5,5–7,5 %. Sehr starke Versionen des American Strong Ales erreichen sogar einen Alkoholgehalt von bis zu 25 %, jedoch sind die meisten Arten nicht stärker als ein Barley Wine.

## Geschmack
Der Geschmack der Strong Ales ist wuchtig, würzig und meist malzig süß. Sie nehmen auch einen kleinen Fruchtigkeitsgrad an. Diese Biere können verbessert werden durch jahrelange Konditionierung (Reifung) und in manchen Fällen erhalten sie dadurch auch eine Sherry-ähnliche Note. Das Ale gilt auch als angenehm wärmend, was den Namen Winter Warmer erklärt.

## Aussehen
Die Farbe des Strong Ale reicht von hellem Bernstein bis zu sehr dunklem Rot-braun. Die meisten Arten sind eher dunkel. Das Alter und die Oxidation können das Bier weiter verdunkeln. Die Krone des Bieres erscheint in einem mäßigen bis niedrigen cremigen Farbton, welcher durch den Alkoholgehalt und das Alter des Bieres beeinflusst wird.

## Arten

### English Strong Ale
Dieses reichhaltige und komplexe Bier wird oft ungefiltert in Flaschen konditioniert und hat einen durchschnittlicher Alkoholgehalt von 5,5–7,5 %.

### American Strong Ale
Diese Biere können Alkoholgehalte von 7 bis zu 25 % aufweisen. Manche Arten werden in Fässern gealtert und/oder haben Ähnlichkeit mit Barley Wine.

### Belgian Strong Ale
Dieses Ale ist trotz des durchschnittlich hohen Alkoholgehalts (8–13 %) sehr süffig. Das liegt daran, dass durch den häufig verbrauten Kandiszucker mehr Restzucker in Alkohol umgewandelt werden kann.